# Guðmundur Helgason
Guðmundur Hólgar Helgason, más conocido como Guðmundur Helgason (Akureyri, 5 de agosto de 1992) es un jugador de balonmano islandés que juega de central en el Selfoss Handball. Es internacional con la selección de balonmano de Islandia.

## Clubes
- Akureyri HB (2009-2013)
- Valur (2013-2016)
- Cesson-Rennes MHB (2016-2018)
- SG Handball West Wien (2018-2020)
- Selfoss Handball (2020- )